# プリムス・ツーリスモ
ツーリスモ（Turismo ）は、クライスラー（現:フィアット・クライスラー・オートモービルズ）のプリムスブランドで販売していたコンパクトクラスのスポーツカーである。

## 概要
TC3のモデルチェンジの一環として登場。トランスミッションは3、4速ATまたは5速MTで、前輪駆動のみの設定。サンダンスの登場に伴いモデル廃止。